# Lichonycteris obscura
Lichonycteris obscura — вид родини листконосові (Phyllostomidae), ссавець ряду лиликоподібні (Vespertilioniformes, seu Chiroptera).

## Морфологічні особливості
Довжина голови і тіла між 46 і 55 мм, довжина передпліччя між 31 і 35 мм, довжина хвоста 6—10 мм, довжина стопи від 8 до 11 мм, довжина вух між 10 і 13 мм і вага до 10 гр. Загальний колір тіла темно-коричневий. Морда довга, язик довгий і розширюваний. Вуха короткі і округлі. Зубна формула: 2/0, 1/1, 2/3, 2/2 = 26. Каріотип, 2n=24 FN=44.

## Екологія
Цей кажан відвідує квіти і, ймовірно, харчується нектаром, пилком і комахами. Вагітні самиці були захоплені в серпні та жовтні. Сезон розмноження, ймовірно, в сухий сезон.

## Середовище проживання
Країни поширення: Беліз, Болівія, Бразилія, Колумбія, Коста-Рика, Еквадор, Французька Гвіана, Гватемала, Гаяна, Гондурас, Мексика, Нікарагуа, Панама, Перу, Суринам, Венесуела. Висота проживання: від низин до 1000 м. Як правило, записується в низинних вічнозелених лісах і плантаціях. У Болівії також присутній в гірських лісах.